# HMS Royal Charles (1655)
El HMS Royal Charles fue un navío de línea  de primera clase de 80 cañones nominales. Fue construido por Peter Pett y botado en el astillero de Woolwich en 1655, para la armada del Mancomunidad de Inglaterra, Escocia e Irlanda. Originalmente se llamaba Naseby, en honor a la decisiva victoria de Sir Thomas Fairfax en 1645 sobre las fuerzas realistas durante las guerras civiles inglesas.

## Construcción
Fue autorizada su construcción el 3 de juliojul./ 13 de julio de 1654greg. como parte de un programa de cuatro naves de segunda categoría, destinadas a llevar 60 cañones cada una. Sin embargo, fue modificado durante la construcción para montar una batería completa de cañones a lo largo de la cubierta superior (en comparación con la batería parcial en esta cubierta de sus buques gemelos previstos, en la que no había portas de cañones en la cintura a lo largo de esta cubierta), por lo que fue reclasificado como de primera clase.

## Historial de servicio
El buque fue asignado a la Flota del Mediterráneo entre el 29 de septiembrejul./ 9 de octubre de 1654greg. y agosto de 1657, estando la escuadra bajo el mando de Robert Blake y con pabellón del Mancomunidad de Inglaterra, Escocia e Irlanda.
En el período previo a la Restauración de la monarquía en mayo de 1660 (junio en el nuevo estilo), quedó fondeado en The Downs frente a Deal, donde se retiró su mascarón de proa coronado de laurel de Oliver Cromwell antes de navegar a las Provincias Unidas a la cabeza de la flota enviada para traer al rey Carlos II de regreso a Inglaterra, capitaneado por Sir Edward Montagu y todavía bajo su nombre parlamentario. A su llegada a Scheveningen, llevó a bordo a Carlos y su séquito (incluido Samuel Pepys). El 23 de mayo de 1660, el rey y el duque lo renombraron de Naseby a HMS Royal Charles, desembarcando en Dover el 25 de mayo.
Con su nuevo nombre, se unió a la Royal Navy, que se creó formalmente en 1660. Con 1 229 toneladas, el Naseby era más grande que el Sovereign of the Seas construido por Phineas Pett, el padre de Peter. A diferencia del Sovereign of the Seas, que estuvo en servicio desde 1637 hasta 1697, el Naseby sólo disfrutaría de doce años de servicio.
Como Royal Charles participó en la Segunda Guerra Anglo-Holandesa. En 1665, luchó en la Batalla de Lowestoft bajo el mando del Lord Alto Almirante, James Stuart, duque de York, siendo su capitán Sir William Penn. Durante esa batalla probablemente destruyó el buque insignia holandés Eendracht. En 1666, participó en dos acciones más, la Batalla de los Cuatro Días y la derrota del almirante Michiel de Ruyter en la Batalla del Día de St. James frente a North Foreland.

## Bajo pabellón de las Provincias Unidas
En 1667, la alicaída moral nacional inglesa se vio aún más deprimida por el asalto al Medway, en el que una flota holandesa invadió los ríos Támesis y Medway y el 12 de junio capturó al Royal Charles, que no estaba comisionado, trasladándolo con gran habilidad a Hellevoetsluis en las Provincias Unidas. Los holandeses no lo llevaron al servicio naval porque se consideró que tenía demasiado desplazamiento para el uso general en la costa holandesa. En cambio, el Royal Charles fue permanentemente puesto en dique seco cerca de Hellevoetsluis como atracción pública, con excursiones de un día que se organizaban para grandes fiestas, a menudo con invitados de estados extranjeros.

## Destino final

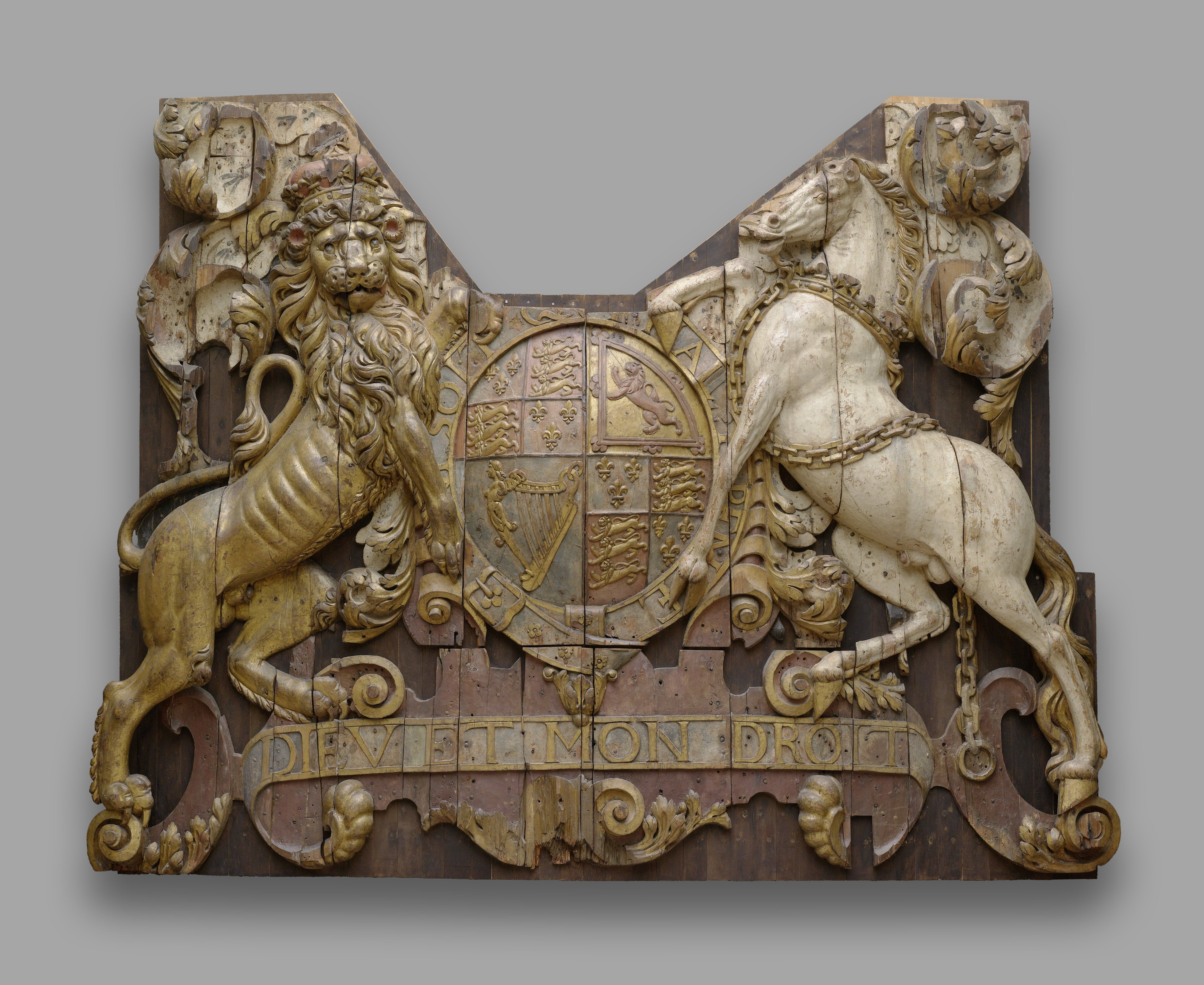
Pieza de popa conservada en Ámsterdam

Después de vehementes protestas por parte de Carlos II de que esto insultaba su honor, las visitas oficiales terminaron cuando fue subastado como chatarra en 1673, siendo su último dato conocido. Un espejo del barco finalmente sería devuelto al Reino Unido en un gesto conciliador en 2012.
Sin embargo, se conservó la talla de madera que muestra las armas reales, originalmente colocada en el espejo de popa del barco. Después de permanecer en Hellevoetsluis durante un tiempo, fue llevado a un astillero naval en Rotterdam en el siglo XIX, y en 1855 fue transferido a la colección de modelos de la marina holandesa. Ahora se exhibe en el Rijksmuseum de Ámsterdam, que se llevó la mayor parte de la colección naval en la década de 1880.